# Einwohnerentwicklung von Duisburg
Dieser Artikel gibt die Einwohnerentwicklung von Duisburg tabellarisch und graphisch wieder.
Am 20. Juni 2023 betrug die „Amtliche Einwohnerzahl“ für Duisburg nach Fortschreibung des Landesbetriebes Information und Technik NRW (IT.NRW) 502.211 (nur Hauptwohnsitze und nach Abgleich mit den anderen Landesämtern).

## Einwohnerentwicklung

### Überblick
Bereits seit dem ersten nachchristlichen Jahrhundert ist von einer kontinuierlichen Besiedlung Duisburgs auszugehen. Im Mittelalter und am Beginn der Neuzeit kam die Stadt auf Grund der Rheinverlagerung und des Verlustes ihrer Bedeutung als Handelsstadt und später auf Grund von Kriegen, Seuchen und Hungersnöten nicht über eine Einwohnerzahl von 4000 hinaus. 1800 hatte die klevische Stadt etwa 4500 Einwohner, und damit weniger Einwohner als die klevischen Städte Wesel und Kleve mit 9000 bzw. 7000 Einwohnern. Trotzdem war Duisburg zu jener Zeit für die damaligen Verhältnisse eine Stadt mittlerer Größe.
Später als in Industriestädten wie Krefeld, Barmen, Elberfeld und Düsseldorf setzte mit der Industrialisierung in Duisburg ein starkes Bevölkerungswachstum erst in der zweiten Hälfte des 19. Jahrhunderts ein. Eine lange Zeit war Duisburg die größte Stadt im Ruhrgebiet. 1903 überschritt die Stadt Duisburg die Grenze von 100.000 Einwohnern, was sie zur Großstadt machte.
Am 1. Oktober 1905 kam es zur ersten größeren Eingemeindung (Meiderich 33.690 Einwohner 1900 und Ruhrort 12.406 Einwohner 1900). Im Jahre 1929 hatte die Stadt fast 280.000 Einwohner.
Am 1. August 1929 wurde die Großstadt Hamborn (126.043 Einwohner im Jahre 1925, 132.547 Einwohner im Jahre 1929) und mehrere Orte aus dem Amt Angermund eingemeindet. Bis 1961 stieg die Einwohnerzahl auf 500.000.
Am 1. Januar 1975 erreichte die Bevölkerungszahl von Duisburg mit der Eingemeindung von Rheinhausen (67.610 Einwohner 1974), Walsum (47.433 Einwohner 1974), Homberg (36.140 Einwohner 1974), Rumeln-Kaldenhausen (14.493 Einwohner 1970) und dem Ortsteil Baerl der Gemeinde Rheinkamp ihren historischen Höchststand. Während das Landesamt für Datenverarbeitung und Statistik NRW im Jahre 1975 als Höchstzahl 599.799 Personen angibt, sind es bei der Stadtverwaltung 608.158. Bis in die 1980er Jahre hinein stand sie an 10. Stelle der westdeutschen Städte vor Bremen und Hannover.
Ende 2011 stand die Stadt mit 488.005 Einwohnern unter den deutschen Großstädten an 15., innerhalb Nordrhein-Westfalens an 5. Stelle.
Im Jahr 1970 lebten auf dem Gebiet der heutigen Stadt Duisburg etwa 650.000 Menschen. Der Ausländeranteil betrug damals etwa 5 Prozent. Dieser ist bis 2016 auf 20,8 Prozent angestiegen.
Die folgende Übersicht zeigt die Einwohnerzahlen nach dem jeweiligen Gebietsstand. Bis 1810 handelt es sich meist um Schätzungen, danach um Volkszählungsergebnisse (¹) oder amtliche Fortschreibungen der Stadtverwaltung (bis 1970) und des Statistischen Landesamtes (ab 1971). Die Angaben beziehen sich ab 1840 auf die „Zollabrechnungsbevölkerung“, ab 1871 auf die „Ortsanwesende Bevölkerung“, ab 1925 auf die Wohnbevölkerung und seit 1987 auf die „Bevölkerung am Ort der Hauptwohnung“. Vor 1840 wurde die Einwohnerzahl nach uneinheitlichen Erhebungsverfahren ermittelt.

### Von 1714 bis 30. September 1905

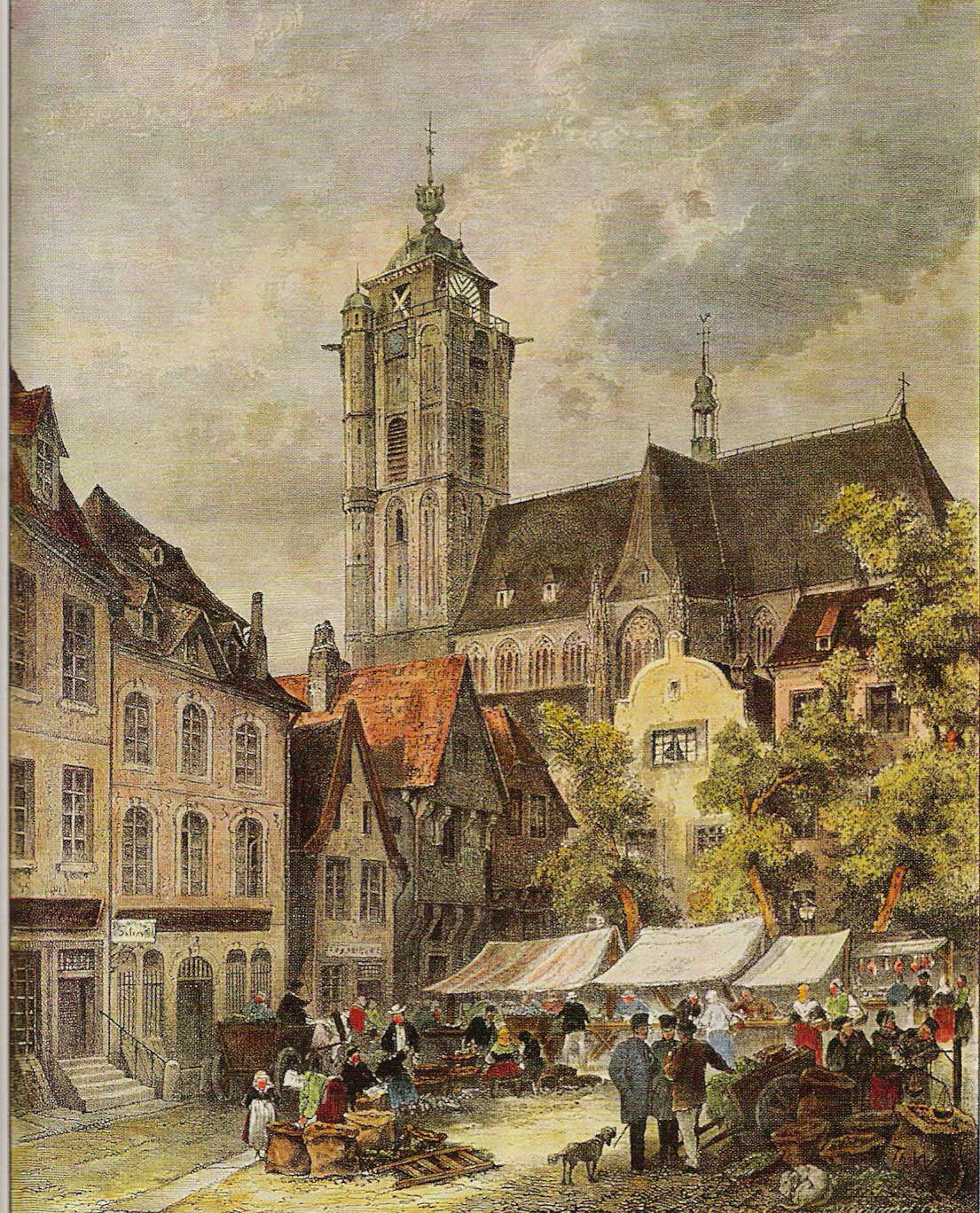
Marktplatz 1850

Die erste Volkszählung in Duisburg fand am 19. November 1714 statt unter dem Namen „Specification aller wohnhaften Haußwirhte und Incolen, auch derselben Familien und Domestiquen, ingleichen ihre Profession, Hanthierung und Gewerbe“.
Von den innerhalb der Stadtmauern lebenden 2983 Personen gehörten 170 der Universität an.
In den Ratsdörfern und den Höfen außerhalb der Stadtmauern lebten 456 Personen, so dass die Gesamtstadt eine Einwohnerzahl von 3609 hatte.
Von diesen waren 961 Männer, 1066 Frauen und 1582 Kinder.
Die stärkste Gewerbegruppe umfasste die Tuchmanufaktur mit 114 Personen. In der Stadt lebten 14 Mönche und 18 Nonnen, 46 Fuhrmänner, 41 Tuchweber, 38 Bäcker und Bierschenke, 37 Wollweber und Wollspinner, 27 Schneider, 24 Leineweber und 4 Tuchhändler. Es gab 173 Mägde, 94 Knechte und 92 Tagelöhner. Nur 23 Personen waren Rentiers.
Die folgenden Angaben beziehen sich bis 1864 auf die Einwohner ohne die so genannten Ratsdörfer und die Feldmark Duisburgs (das heutige Hochfeld und das Dellviertel).
Unter Berücksichtigung der Ratsdörfer und der Feldmark wuchs die Bevölkerung der Stadt von 3609 Einwohnern im Jahre 1714 über 11.856 Einwohner 1850 auf 18.496 Einwohner 1861 und 21.332 im Jahre 1864.
| Jahr/Datum         | Einwohner |
| ------------------ | --------- |
| 1714 ²             | 2.983     |
| 1722 ²             | 2.935     |
| 1740 ²             | 2.793     |
| 1756 ²             | 2.874     |
| 1763 ²             | 2.678     |
| 1767 ²             | 3.227     |
| 1770 ²             | 3.134     |
| 1777 ²             | 3.342     |
| 1784 ²             | 3.531     |
| 1787 ²             | 3.657     |
| 1798 ²             | 4.530     |
| 1810 ²             | 5.195     |
| 1. Dezember 1816 ¹ | 4.508     |
| 1. Dezember 1818 ¹ | 5.364     |
| 1. Dezember 1820 ¹ | 5.936     |

| Datum              | Einwohner |
| ------------------ | --------- |
| 1. Dezember 1825 ¹ | 06.408    |
| 1. Dezember 1828 ¹ | 07.058    |
| 1. Dezember 1831 ¹ | 07.005    |
| 3. Dezember 1840 ¹ | 07.021    |
| 3. Dezember 1843 ¹ | 07.506    |
| 3. Dezember 1846 ¹ | 08.543    |
| 3. Dezember 1849 ¹ | 08.948    |
| 3. Dezember 1852 ¹ | 09.579    |
| 3. Dezember 1855 ¹ | 11.629    |
| 3. Dezember 1858 ¹ | 12.674    |
| 3. Dezember 1861 ¹ | 13.422    |
| 3. Dezember 1864 ¹ | 14.368    |
| 3. Dezember 1867 ¹ | 25.757    |
| 1. Dezember 1871 ¹ | 30.533    |
| 1. Dezember 1875 ¹ | 36.580    |
|                    |           |

| Datum                | Einwohner |
| -------------------- | --------- |
| 1. Dezember 1880 ¹   | 041.249   |
| 1. Dezember 1885 ¹   | 047.519   |
| 1. Dezember 1890 ¹   | 059.285   |
| 2. Dezember 1895 ¹   | 070.272   |
| 31. Dezember 1896 ²  | 072.460   |
| 31. Dezember 1897 ²  | 074.780   |
| 31. Dezember 1898 ²  | 077.090   |
| 31. Dezember 1899 ²  | 087.510   |
| 1. Dezember 1900 ¹   | 092.729   |
| 31. Dezember 1901 ²  | 093.320   |
| 31. Dezember 1902 ²  | 096.620   |
| 31. Dezember 1903 ²  | 100.050   |
| 31. Dezember 1904 ²  | 106.770   |
| 30. September 1905 ² | 110.317   |

¹ Volkszählungsergebnis

### Von 1905 bis 1928
Die folgende Tabelle zeigt die Einwohnerzahlen nach der Eingemeindung von Ruhrort und Meiderich am 1. Oktober 1905.
Mit der Eingemeindung der beiden Städte umfasste das Duisburger Stadtgebiet eine Fläche von 70,73 km². Bei der Reichsgründung 1871 hatten Alt-Duisburg, Ruhrort und Meiderich zusammen knapp 50.000 Einwohner. Bis Ende 1929 wuchs die Bevölkerung um das Fünfeinhalbfache.
Bis zur Jahrhundertwende stammte der weitaus größte Teil der Zugewanderten aus dem Rheinland, Belgien und den Niederlanden. Dreiviertel der Bevölkerung hatte noch nicht das 40. Lebensjahr erreicht. Davon waren allerdings nur etwa 50 Prozent im arbeitsfähigen Alter.
Der Oberbürgermeister Karl Jarres bezeichnete den Zuwachs der Bevölkerungszahl als beängstigend, da nicht genügend Fläche für die Wohnbebauung zur Verfügung stand. Der Stadt standen nur etwa 300 Hektar zur Neubebauung zur Verfügung. Karl Jarres schlug deshalb vor, das Stadtgebiet unter Einbeziehung der linksrheinischen Städte Homberg und Rheinhausen sowie des nördlichen Teils des Landkreises Düsseldorf und der Stadt Hamborn zu erweitern.
| Datum               | Einwohner |
| ------------------- | --------- |
| 1. Dezember 1905 ¹  | 192.346   |
| 31. Dezember 1906 ² | 200.392   |
| 31. Dezember 1907 ² | 207.819   |
| 31. Dezember 1908 ² | 215.246   |
| 31. Dezember 1909 ² | 222.673   |
| 1. Dezember 1910 ¹  | 229.483   |
| 31. Dezember 1911 ² | 237.129   |
| 31. Dezember 1912 ² | 245.021   |

| Datum               | Einwohner |
| ------------------- | --------- |
| 31. Dezember 1913 ² | 251.750   |
| 1. Dezember 1916 ¹  | 225.545   |
| 5. Dezember 1917 ¹  | 229.584   |
| 8. Oktober 1919 ¹   | 244.302   |
| 31. Dezember 1919 ² | 248.225   |
| 31. Dezember 1920 ² | 254.887   |
| 31. Dezember 1921 ² | 259.314   |
| 31. Dezember 1922 ² | 260.169   |

| Datum               | Einwohner |
| ------------------- | --------- |
| 31. Dezember 1923 ² | 255.677   |
| 31. Dezember 1924 ² | 255.799   |
| 16. Juni 1925 ¹     | 272.252   |
| 31. Dezember 1925 ² | 272.736   |
| 31. Dezember 1926 ² | 273.492   |
| 31. Dezember 1927 ² | 276.495   |
| 31. Dezember 1928 ² | 277.671   |

¹ Volkszählungsergebnis
Quelle: Stadt Duisburg

### Von 1929 bis 1974
Die folgende Übersicht zeigt die Einwohnerzahlen nach der Eingemeindung von Hamborn (1929 = 129.828 Einwohner) und Teilen des Amtes Angermund am 1. August 1929.
Der Plan, auch linksrheinische Gebiete einzugemeinden und das zwischen den Städten Düsseldorf und Duisburg zum Landkreis Düsseldorf gehörende Gebiet zu gleichen Teilen zwischen den beiden Städten aufzuteilen wurde ebenso verworfen wie der Plan einer Ruhrmündungsstadt.
Die neue Stadt erhielt als Zugeständnis an Hamborn zunächst den Namen Duisburg-Hamborn. Der Name wurde 1935 in Duisburg geändert.
| Datum               | Einwohner |
| ------------------- | --------- |
| 31. Dezember 1929 ² | 441.389   |
| 31. Dezember 1930 ² | 441.158   |
| 31. Dezember 1931 ² | 441.107   |
| 31. Dezember 1932 ² | 441.139   |
| 16. Juni 1933 ¹     | 440.419   |
| 31. Dezember 1933 ² | 439.483   |
| 31. Dezember 1934 ² | 442.513   |
| 31. Dezember 1935 ² | 439.627   |
| 31. Dezember 1936 ² | 440.100   |
| 31. Dezember 1937 ² | 438.861   |
| 31. Dezember 1938 ² | 436.800   |
| 17. Mai 1939 ¹      | 434.646   |
| 31. Dezember 1940 ² | 431.300   |

| Datum                | Einwohner |
| -------------------- | --------- |
| 31. Dezember 1945 ²  | 322.301   |
| 29. Oktober 1946 ¹   | 356.408   |
| 31. Dezember 1947 ²  | 378.289   |
| 13. September 1950 ¹ | 410.783   |
| 31. Dezember 1951 ²  | 426.853   |
| 31. Dezember 1952 ²  | 437.616   |
| 31. Dezember 1953 ²  | 453.311   |
| 25. September 1956 ¹ | 476.523   |
| 6. Juni 1961 ¹       | 502.993   |
| 31. Dezember 1961 ²  | 504.975   |
| 31. Dezember 1962 ²  | 501.616   |
| 31. Dezember 1963 ²  | 496.354   |
| 31. Dezember 1964 ²  | 490.374   |

| Datum               | Einwohner |
| ------------------- | --------- |
| 31. Dezember 1965 ² | 484.930   |
| 31. Dezember 1966 ² | 475.858   |
| 31. Dezember 1967 ² | 467.780   |
| 31. Dezember 1968 ² | 462.572   |
| 31. Dezember 1969 ² | 458.916   |
| 27. Mai 1970 ¹      | 454.839   |
| 31. Dezember 1970 ² | 454.885   |
| 31. Dezember 1971 ² | 448.791   |
| 31. Dezember 1972 ² | 442.386   |
| 31. Dezember 1973 ² | 435.281   |
| 31. Dezember 1974 ² | 428.594   |

¹ Volkszählungsergebnis
Quellen: Stadt Duisburg (bis 1970), Landesbetrieb Information und Technik NRW (ab 1971)

### Ab 1975

Duisburg und Stadtteile ab 1975

Infolge des Ruhrgebiet-Gesetz wurden am 1. Januar 1975 die Städte und Gemeinden Walsum, Rheinhausen, Homberg, Rumeln-Kaldenhausen und Baerl im Zuge der kommunalen Neuordnung eingemeindet. Durch das Düsseldorf-Gesetz kommen noch Gebiete der Stadt Angermund und der Gemeinde Wittlaer zur Stadt Duisburg hinzu.
Einige Gebiete der Stadt Rheinhausen und der Gemeinden Kapellen und Rumeln-Kaldenhausen werden bei dieser Gelegenheit nach Krefeld eingegliedert.
Die Vergrößerung der Stadt Duisburg fiel weitaus schwächer aus, als sie eigentlich geplant war. Die Städte und Gemeinden Moers, Kamp-Lintfort, Rheinberg, Neukirchen-Vluyn und Kapellen, die die Einwohnerzahl der Stadt auf über 700.000 hinaufgetrieben hätte, konnten sich erfolgreich gegen eine gänzliche Eingemeindung wehren.
Duisburg zählte bis zur Mitte der 1980er Jahre zu den zehn größten Städten auf dem heutigen Gebiet der Bundesrepublik Deutschland.
Innerhalb von zehn Jahren nach der Eingemeindung verlor die Stadt etwa zwölf Prozent ihrer Einwohner. Zwar erhöhte sich die Einwohnerzahl um das Jahr 1990 wieder, die Stadt verlor jedoch seit 1993 wieder an Einwohnern, allerdings in einem verlangsamten Tempo.
Im Vergleich zu 1960 verlor die Stadt, bezogen auf ihr Gebiet vor der kommunalen Gebietsreform etwa 35 % ihrer Einwohner. Ohne Eingemeindungen hätte die Stadt heute nur noch 340.000 Einwohner. Keine Ruhrgebietsstadt hat einen so gewaltigen Rückgang ihrer Bevölkerungszahl zu verzeichnen. Die Gründe für die Abnahme liegen weniger am Geburtenrückgang, sondern in erster Linie an dem massiven Wegzug vieler Bevölkerungsteile.
Während die Stadt 1975 noch auf Platz zehn der größten deutschen Städte lag, ist sie bis 2011 auf Platz 15 hinter Dresden, Hannover, Leipzig und Nürnberg zurückgefallen.
Am 31. Dezember 2012 betrug die „Amtliche Einwohnerzahl“ für Duisburg nach
Fortschreibung des Landesamtes für Datenverarbeitung und Statistik Nordrhein-Westfalen auf Basis des Zensus 2011 486.816 (nur Hauptwohnsitze und nach Abgleich mit den anderen Landesämtern).
| Datum               | Einwohner |
| ------------------- | --------- |
| 31. Dezember 1975 ² | 591.635   |
| 31. Dezember 1976 ² | 581.971   |
| 31. Dezember 1977 ² | 572.101   |
| 31. Dezember 1978 ² | 563.088   |
| 31. Dezember 1979 ² | 559.066   |
| 31. Dezember 1980 ² | 558.089   |
| 31. Dezember 1981 ² | 554.377   |
| 31. Dezember 1982 ² | 546.566   |
| 31. Dezember 1983 ² | 536.402   |
| 31. Dezember 1984 ² | 522.829   |
| 31. Dezember 1985 ² | 518.260   |
| 31. Dezember 1986 ² | 514.628   |
| 25. Mai 1987 ¹      | 525.378   |
| 31. Dezember 1987 ² | 524.502   |
| 31. Dezember 1988 ² | 527.447   |
| 31. Dezember 1989 ² | 532.152   |

| Datum             | Einwohner |
| ----------------- | --------- |
| 31. Dezember 1990 | 535.447   |
| 31. Dezember 1991 | 537.441   |
| 31. Dezember 1992 | 539.094   |
| 31. Dezember 1993 | 536.797   |
| 31. Dezember 1994 | 536.106   |
| 31. Dezember 1995 | 535.250   |
| 31. Dezember 1996 | 532.701   |
| 31. Dezember 1997 | 529.062   |
| 31. Dezember 1998 | 523.311   |
| 31. Dezember 1999 | 519.793   |
| 31. Dezember 2000 | 514.915   |
| 31. Dezember 2001 | 512.030   |
| 31. Dezember 2002 | 508.664   |
| 31. Dezember 2003 | 506.496   |
| 31. Dezember 2004 | 504.403   |
| 31. Dezember 2005 | 501.564   |

| Datum             | Einwohner  |
| ----------------- | ---------- |
| 31. Dezember 2006 | 499.111    |
| 31. Dezember 2007 | 496.665    |
| 31. Dezember 2008 | 492.870    |
| 31. Dezember 2009 | 491.931    |
| 31. Dezember 2010 | 489.599    |
| 9. Mai 2011 ¹     | 488.468    |
| 31. Dezember 2011 | 487.470    |
| 31. Dezember 2012 | 486.816    |
| 31. Dezember 2013 | 486.855    |
| 31. Dezember 2014 | [0]485.465 |
| 31. Dezember 2015 | [0]491.231 |
| 31. Dezember 2016 | 499.845    |
| 31. Dezember 2017 | 498.110    |
| 31. Dezember 2018 | 498.590    |
| 31. Dezember 2019 | 498.686    |
| 31. Dezember 2020 | 495.885    |

| Datum             | Einwohner |
| ----------------- | --------- |
| 31. Dezember 2021 | 495.152   |
| 31. Dezember 2022 | 501.671   |
| 31. Dezember 2023 | 503.185   |
| 31. Dezember 2024 | 502.270   |

¹ Volkszählungsergebnis
Quelle: Landesbetrieb Information und Technik NRW

## Bevölkerungsprognose
In ihrem 2006 publizierten „Wegweiser Demographischer Wandel 2020“, in dem die Bertelsmann-Stiftung Daten zur Entwicklung der Einwohnerzahl von 2.959 Kommunen in Deutschland liefert, wird für Duisburg ein Rückgang der Bevölkerung zwischen 2003 und 2020 um 9,8 Prozent (49.449 Personen) vorausgesagt. Der prognostizierte Bevölkerungsrückgang bei den Großstädten des Ruhrgebiets ist bei Duisburg im Vergleich zu Essen und Dortmund ausgeprägter.
Bevölkerung 1996–2003 (%) | Duisburg −4,9 | Essen −3,6 | Dortmund −1,2 |

Bevölkerung 2003–2020 (%) | Duisburg −9,8 | Essen −6,3 | Dortmund −2,3 |

Die nebenstehenden Prognosen im Vergleich zur realen Entwicklung von 1990 bis 2018

Absolute Bevölkerungsentwicklung 2003–2020 – Prognose für Duisburg:
| Datum             | Einwohner |
| ----------------- | --------- |
| 31. Dezember 2003 | 506.496   |
| 31. Dezember 2005 | 500.342   |
| 31. Dezember 2010 | 485.574   |
| 31. Dezember 2015 | 471.694   |
| 31. Dezember 2020 | 457.047   |

Quelle: Bertelsmann-Stiftung
Absolute Bevölkerungsentwicklung 2009–2030 – Prognose für Duisburg (Hauptwohnsitze). In diesem Zeitraum wird von einem Rückgang der Bevölkerung um 33.140 Personen oder 6,7 % ausgegangen.
| Datum             | Einwohner |
| ----------------- | --------- |
| 31. Dezember 2009 | 491.580   |
| 31. Dezember 2015 | 483.080   |
| 31. Dezember 2020 | 475.340   |
| 31. Dezember 2025 | 467.160   |
| 31. Dezember 2030 | 458.440   |

Quelle: Bertelsmann-Stiftung
Im März 2016 veröffentlichte die Deutsche Postbank AG eine unter Leitung von Michael Bräuninger, Professor an der Helmut-Schmidt-Universität, durchgeführte Studie unter dem Titel Wohnatlas 2016 – Leben in der Stadt, in der für 36 deutsche Großstädte auch eine Bevölkerungsprognose für das Jahr 2030 durchgeführt wird. Sie berücksichtigt auch explizit den Zuzug im Rahmen der Flüchtlingskrise in Deutschland ab 2015. Für Duisburg wird darin von 2015 bis 2030 trotz Flüchtlingszuzug ein Bevölkerungsrückgang von 6,00 % vorhergesagt.
Die Stabsstelle für Wahlen und Informationslogistik der Stadt Duisburg geht in ihrem Bericht vom März 2021 davon aus, dass sich die Einwohnerzahl im Jahre 2035 nicht merklich zu 2021 verändert haben wird.
Man geht für 2035 von einer prognostizierten Einwohnerzahl von 490.936 Einwohnern aus, davon 357.851 mit deutscher Staatsbürgerschaft und 133.085 Nichtdeutsche.

## Bevölkerungsstruktur
Die größten Gruppen der melderechtlich in Duisburg registrierten Ausländer kamen am 31. Dezember 2016 aus der Türkei (34.682), Rumänien (8.463), Bulgarien (8.816), Syrien (7.185), Polen (5.558), Italien (3.594), Serbien (2.541), Griechenland (2.311), Bosnien-Herzegowina (1.894) und Mazedonien (1.531).
2015 betrug der Anteil der Bürger mit Migrationshintergrund 29,5 %. Ende 2022 lag dieser Anteil bei fast 50 %.
| Bevölkerung                 | Stand 31. Dezember 2016 |
| --------------------------- | ----------------------- |
| Einwohner mit Hauptwohnsitz | 502.634                 |
| davon männlich              | 249.674                 |
| davon weiblich              | 252.960                 |
| Deutsche                    | 398.217                 |
| davon männlich              | 193.265                 |
| davon weiblich              | 204.952                 |
| Ausländer                   | 104.417                 |
| davon männlich              | 056.409                 |
| davon weiblich              | 048.008                 |
| Ausländeranteil             | 20,8 %                  |

Quelle: Stadt Duisburg
| Bevölkerung                 | Stand 31. Dezember 2018 |
| --------------------------- | ----------------------- |
| Einwohner mit Hauptwohnsitz | 502.939                 |
| davon männlich              | 250.167                 |
| davon weiblich              | 252.772                 |
| Deutsche                    | 393.468                 |
| davon männlich              | 191.496                 |
| davon weiblich              | 201.972                 |
| Ausländer                   | 109.471                 |
| davon männlich              | 058.671                 |
| davon weiblich              | 050.800                 |
| Ausländeranteil             | 21,8 %                  |

Quelle: Stadt Duisburg
| Stadtteil           | Bevölkerung 31.12.2022 | Einwohner mit Migrationshintergrund | Einwohner mit Migrationshintergrund in % |
| Bruckhausen         | 5.579                  | 4.750                               | 85,1 %                                   |
| Hochfeld            | 18.097                 | 14.708                              | 81,3 %                                   |
| Marxloh             | 22.106                 | 17.669                              | 79,9 %                                   |
| Obermarxloh         | 14.179                 | 9.745                               | 68,7 %                                   |
| Beeck               | 11.912                 | 7.803                               | 65,5 %                                   |
| Fahrn               | 7.883                  | 5.159                               | 65,4 %                                   |
| Alt-Hamborn         | 11.229                 | 7.306                               | 65,1 %                                   |
| Kaßlerfeld          | 3.849                  | 2.439                               | 63,4 %                                   |
| Rheinhausen-Mitte   | 10.958                 | 6.807                               | 62,1 %                                   |
| Laar                | 6.689                  | 4.023                               | 60,1 %                                   |
| Hochemmerich        | 18.246                 | 10.762                              | 59,0 %                                   |
| Dellviertel         | 14.655                 | 8.531                               | 58,2 %                                   |
| Obermeiderich       | 17.207                 | 9.111                               | 52,9 %                                   |
| Wanheim-Angerhausen | 13.031                 | 6.694                               | 51,4 %                                   |
| Hochheide           | 15.659                 | 7.937                               | 50,7 %                                   |
| Ruhrort             | 5.842                  | 2.958                               | 50,6 %                                   |
| Untermeiderich      | 10.376                 | 5.231                               | 50,4 %                                   |
| Mittelmeiderich     | 18.654                 | 9.312                               | 49,9 %                                   |
| Altstadt            | 8.668                  | 4.258                               | 49,1 %                                   |
| Neumühl             | 18.098                 | 8.609                               | 47,6 %                                   |
| Hüttenheim          | 3.523                  | 1.673                               | 47,5 %                                   |
| Neuenkamp           | 4.965                  | 2.344                               | 47,2 %                                   |
| Vierlinden          | 12.260                 | 5.434                               | 44,3 %                                   |
| Wanheimerort        | 18.234                 | 7.721                               | 42,3 %                                   |
| Neudorf-Süd         | 12.543                 | 5.255                               | 41,9 %                                   |
| Aldenrade           | 13.988                 | 5.691                               | 40,7 %                                   |
| Beeckerwerth        | 3.770                  | 1.484                               | 39,4 %                                   |
| Friemersheim        | 12.122                 | 4.734                               | 39,1 %                                   |
| Neudorf-Nord        | 14.637                 | 5.709                               | 39,0 %                                   |
| Röttgersbach        | 12.059                 | 4.299                               | 35,6 %                                   |
| Overbruch           | 4.953                  | 1.700                               | 34,3 %                                   |
| Alt-Homberg         | 15.136                 | 5.045                               | 33,3 %                                   |
| Duissern            | 14.832                 | 4.869                               | 32,8 %                                   |
| Bergheim            | 20.395                 | 6.196                               | 30,4 %                                   |
| Huckingen           | 9.600                  | 2.752                               | 28,7 %                                   |
| Großenbaum          | 10.127                 | 2.842                               | 28,1 %                                   |
| Wehofen             | 7.405                  | 2.064                               | 27,9 %                                   |
| Buchholz            | 14.130                 | 3.411                               | 24,1 %                                   |
| Wedau               | 5.035                  | 1.214                               | 24,1 %                                   |
| Rumeln-Kaldenhausen | 17.024                 | 4.036                               | 23,7 %                                   |
| Bissingheim         | 3.131                  | 708                                 | 22,6 %                                   |
| Rahm                | 5.723                  | 1.244                               | 21,7 %                                   |
| Mündelheim          | 6.194                  | 1.331                               | 21,5 %                                   |
| Ungelsheim          | 2.916                  | 592                                 | 20,3 %                                   |
| Alt-Walsum          | 4.268                  | 821                                 | 19,2 %                                   |
| Baerl               | 5.186                  | 867                                 | 16,7 %                                   |
| DUISBURG            | 507.073                | 237.848                             | 46,9 %                                   |

Quelle: Stadt Duisburg

## Einbürgerungen
Die folgende Tabelle zeigt die Entwicklung der Einbürgerung ausländischer Personen. Diese erwarben im jeweiligen Jahr die deutsche Staatsangehörigkeit durch Aushändigen einer Einbürgerungsurkunde.
| Jahr | Einbürgerungen |
| ---- | -------------- |
| 2000 | 3363           |
| 2001 | 2765           |
| 2002 | 1979           |
| 2003 | 2019           |
| 2004 | 1591           |
| 2005 | 1183           |
| 2006 | 1306           |
| 2007 | 1468           |
| 2008 | 1172           |
| 2009 | 1044           |
| 2010 | 1156           |
| 2011 | 1319           |
| 2012 | 1304           |
| 2013 | 1206           |
| 2014 | 1235           |
| 2015 | 0717           |

Quelle:

## Altersstruktur

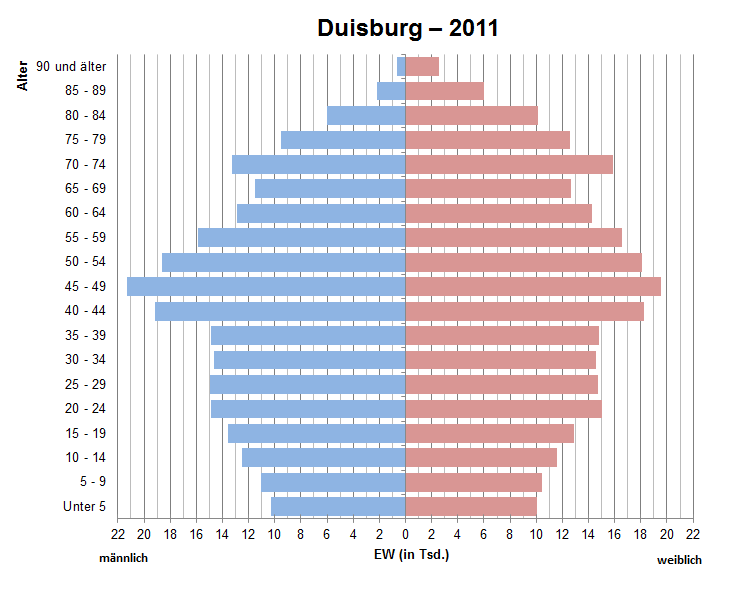
Bevölkerungspyramide für Duisburg (Datenquelle: Zensus 2011)

Die folgende Übersicht zeigt die Altersstruktur vom 31. Dezember 2010 (Hauptwohnsitze).
| Alter von … bis | Einwohnerzahl | Anteil in Prozent |
| --------------- | ------------- | ----------------- |
| 0 – 4           | 020.639       | 04,2              |
| 05 – 14         | 045.606       | 09,3              |
| 15 – 19         | 026.815       | 05,5              |
| 20 – 24         | 029.833       | 06,1              |
| 25 – 29         | 028.668       | 05,9              |
| 30 – 39         | 059.594       | 12,2              |
| 40 – 49         | 078.096       | 15,9              |
| 50 – 59         | 069.001       | 14,1              |
| 60 – 64         | 026.957       | 05,5              |
| über 65         | 104.350       | 21,3              |
| Gesamt          | 489.559       | 100,00            |

Quelle: Landesbetrieb Information und Technik NRW

## Stadtbezirke

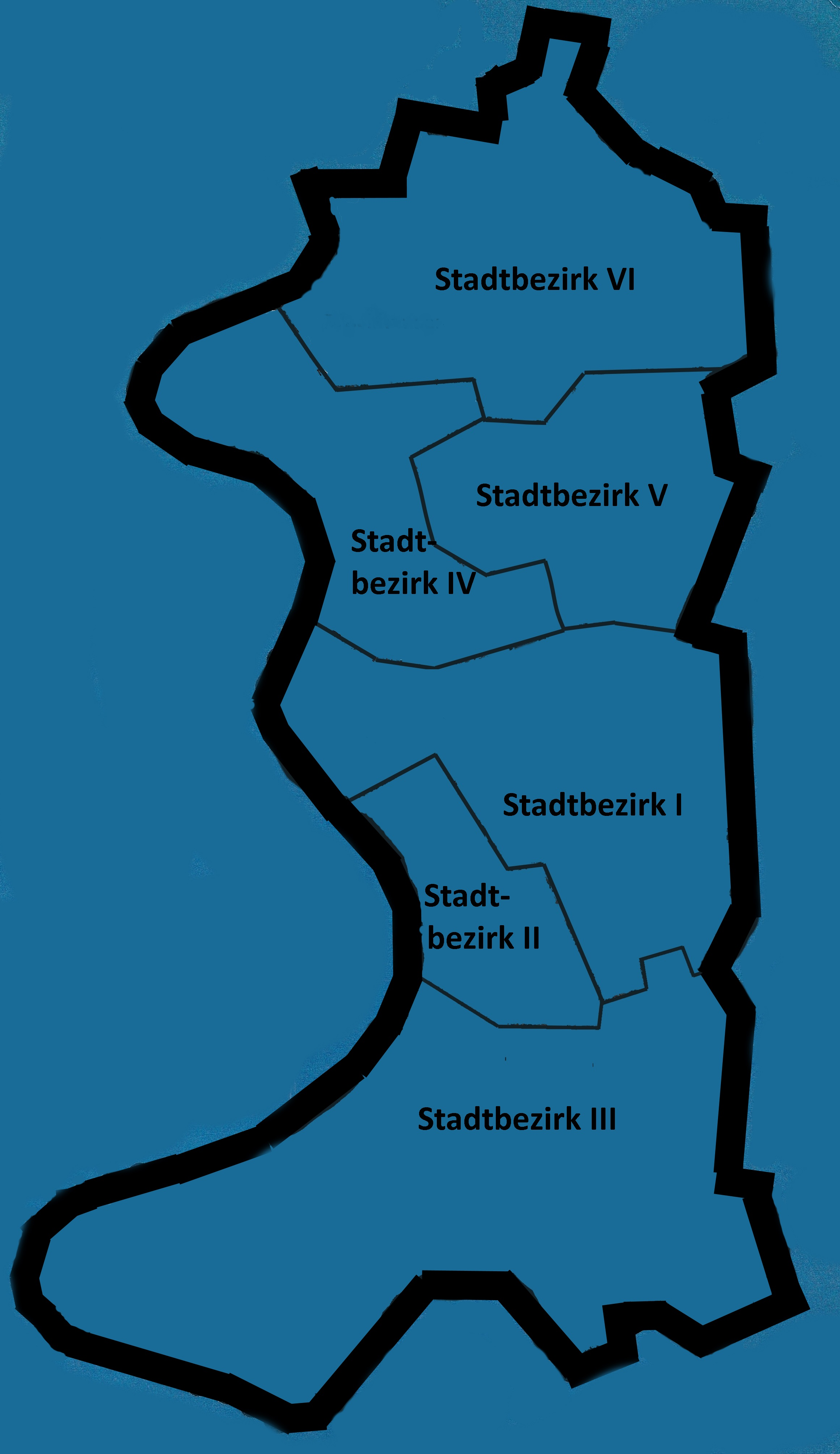
Gebietsstand der Stadt Duisburg vor der kommunalen Neuordnung, Stadtbezirke

Vor der kommunalen Neuordnung am 1. Januar 1975 bestand das Duisburger Stadtgebiet aus 6 Stadtbezirken mit insgesamt 33 Stadtteilen.
Bei der Volkszählung am 27. Mai 1970 lebten in der Stadt auf einer Fläche von 143,32 Quadratkilometern 454.839 Menschen.
Die Anzahl der in Duisburg lebenden Ausländer betrug 25.135 (5,5 %), der gesamte Anteil der Menschen mit Migrationshintergrund nur knapp darüber.
Die Zahlen der folgenden Tabelle beziehen sich auf den 27. Mai 1970 (Hauptwohnsitze).
| Name            | Stadtteile | Fläche in km² | Einwohner- zahl | Einwohner je km² |
| --------------- | --- | ------------- | --------------- | ---------------- |
| Stadtbezirk I   | Altstadt, Dellviertel Neuenkamp-Kaßlerfeld, Duissern, Neudorf-Nord, Neudorf-Süd                                                   | 26,20         | 101.342         | 3.868            |
| Stadtbezirk II  | Hochfeld, Wanheimerort | 08,77         | 053.302         | 6.078            |
| Stadtbezirk III | Bissingheim, Wedau, Rahm, Großenbaum, Buchholz, Huckingen, Ungelsheim, Wanheim-Angerhausen, Hüttenheim, Ehingen, Serm, Mündelheim | 49,65         | 080.995         | 1.631            |
| Stadtbezirk IV  | Ruhrort, Laar, Beeckerwerth, Beeck                                                                                                | 18,57         | 041.088         | 2.213            |
| Stadtbezirk V   | Untermeiderich, Mittelmeiderich, Obermeiderich                                                                                    | 15,17         | 065.166         | 4.296            |
| Stadtbezirk VI  | Bruckhausen, Alt-Hamborn, Marxloh, Fahrn, Obermarxloh, Schmidthorst-Neumühl                                                       | 24,96         | 112.946         | 4.525            |
| Duisburg        | | 143,320       | 454.839         | 3.174            |

Heutiger Gebietsstand der Stadt Duisburg

Seit dem 1. Januar 1975 besteht das Stadtgebiet aus sieben Stadtbezirken. Sie unterteilen sich in insgesamt 46 Stadtteile. Siehe Liste der Stadtteile und Stadtbezirke von Duisburg.
Die Einwohnerzahlen in der folgenden Tabelle beziehen sich auf den 31. Dezember 2011 (Hauptwohnsitze).
| Name                  | Fläche in km² | Einwohner- zahl | Einwohner je km² | Ausländer- zahl | Ausländer in % |
| --------------------- | ------------- | --------------- | ---------------- | --------------- | -------------- |
| Hamborn               | 20,84         | 070.862         | 3.400            | 14.800          | 20,9           |
| Homberg/Ruhrort/Baerl | 37,10         | 040.015         | 1.079            | 04.904          | 12,3           |
| Meiderich/Beeck       | 30,28         | 071.391         | 2.358            | 14.422          | 20,2           |
| Mitte                 | 34,98         | 104.900         | 2.999            | 20.000          | 19,1           |
| Rheinhausen           | 38,68         | 076.694         | 1.983            | 09.557          | 12,5           |
| Süd                   | 49,84         | 072.577         | 1.456            | 05.965          | 08,2           |
| Walsum                | 21,10         | 050.399         | 2.389            | 05.960          | 11,8           |
| Duisburg              | 232,820       | 486.838         | 2.091            | 75.608          | 15,5           |

Die Einwohnerzahlen in der folgenden Tabelle beziehen sich auf den 31. Dezember 2016 (Hauptwohnsitze).
| Name                  | Fläche in km² | Einwohner- zahl | Einwohner je km² | Ausländer- zahl | Ausländer in % |
| --------------------- | ------------- | --------------- | ---------------- | --------------- | -------------- |
| Hamborn               | 20,84         | 076.144         | 3.654            | 23.150          | 30,4           |
| Homberg/Ruhrort/Baerl | 37,10         | 040.444         | 1.090            | 06.446          | 15,9           |
| Meiderich/Beeck       | 30,28         | 073.725         | 2.435            | 19.654          | 26,7           |
| Mitte                 | 34,98         | 110.831         | 3.168            | 28.038          | 25,3           |
| Rheinhausen           | 38,68         | 077.681         | 2.008            | 12.759          | 16,4           |
| Süd                   | 49,84         | 073.041         | 1.466            | 07.201          | 09,9           |
| Walsum                | 21,10         | 050.768         | 2.406            | 07.169          | 14,1           |
| Duisburg              | 232,820       | 502.634         | 2.159            | 104.4170        | 20,8           |

Quellen: Stadt Duisburg
Seit 2014 stieg die Anzahl der Einwohner in allen Bezirken. Der Anteil der Ausländer hat sich seit 2011 von 15,5 % auf einen Anteil von 20,8 % Ende des Jahres 2016 erhöht. Laut einem Artikel der Rheinischen Post vom 28. März 2017 hatten damals in Duisburg inzwischen 36,4 % einen Migrationshintergrund. Im Stadtteil Hochfeld lag dieser Anteil bei 70,7 %, in Duisburg-Marxloh bei 66,7 %. Der Migrationsanteil in der Gesamtstadt hat sich bis zum 31. Dezember 2022 auf 46,9 % erhöht.